# Loïck Peyron
Pour les articles homonymes, voir Peyron.

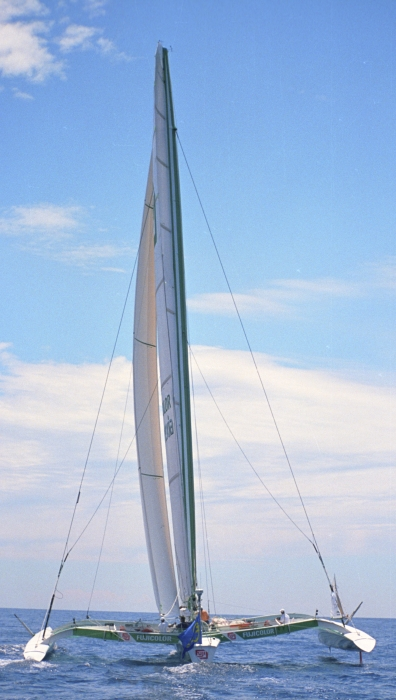
Trimaran Fujicolor II de Loïck Peyron.

Loïck Peyron, né le 1er décembre 1959 à Nantes, est un navigateur français.
Frère cadet de Bruno Peyron et ainé de Stéphane Peyron, le benjamin, il a notamment remporté trois fois la Transat anglaise, quatre fois le Championnat du monde ORMA, deux fois la Transat Jacques-Vabre, une fois la Barcelona World Race et la Route du Rhum ainsi que huit fois le trophée Clairefontaine. À partir de 2011, il prépare la Coupe de l'America 2013 avec Energy Team puis avec Artemis Racing. Il a aussi été détenteur pendant 5 ans du Trophée Jules-Verne. Il l'a conquis en janvier 2012, en 45 jours 13 heures 42 minutes et 53 secondes à bord du trimaran Maxi Banque Populaire V, avant de le céder à Francis Joyon en janvier 2017, qui établit alors un nouveau temps de référence en 40 jours 23 heures 30 minutes et 30 secondes à bord du trimaran IDEC Sport.

## Biographie
Loïck Stéphane Yves Peyron est le fils d'Hervé Peyron, un capitaine de la marine marchande, notamment capitaine au long cours de superpétroliers de la Shell, qui a inculqué la passion de la mer à ses cinq enfants, trois garçons (Bruno Peyron et Stéphane Peyron) et deux filles. Il est également le neveu du navigateur Jean-Yves Terlain. C'est en assistant à douze ans à la mise à l'eau du voilier Vendredi 13 que va barrer son oncle pour la Transat anglaise qu'il décide de devenir navigateur.
Loïck Peyron a appris la voile avec ses deux frères au club nautique CNBPP du Pouliguen, port depuis lequel il rejoint son lycée Grand Air de La Baule en traversant la baie à la voile depuis le Pouliguen.
Élève des « bons pères » jésuites du collège Saint-François-Xavier de Vannes et de l'externat des Enfants-Nantais, il échoue au baccalauréat. C'est d'ailleurs dans ce lycée, qu'il aura rencontré son professeur de sport, aujourd'hui[Quand ?] secrétaire de l'association ARMC qui lutte contre la SLA et qui a proposé à Loïck de devenir le parrain de cette association. Loïck Peyron est donc, aujourd'hui[Quand ?] et cela depuis 6 ans maintenant le parrain de l'association ARMC. En 1978, il aide son frère Bruno Peyron à préparer la Route du Rhum puis réalise sa première traversée de l’Atlantique. Il fait ses classes dans les années 1980 et, avec ce sens de la communication sans doute hérité de son oncle, Jean-Yves Terlain, il attire l'attention des sponsors.
Surnommé « le petit lutin » dans le milieu, il s’est distingué dans les années 1990 à la barre de son trimaran Fujicolor, en gagnant de nombreuses courses. Il a remporté à quatre reprises le championnat ORMA, en 1996, 1997, 1999 et 2002. Loïck Peyron a navigué sur presque tous les types de multicoques : 60 pieds ORMA, Décision 35, Extreme 40, KL 28, Sailingone, AC45, Formule 40, Class A, maxi-catamarans océaniques en équipage comme en solitaire, maxi-catamarans pour la Coupe de l'America, maxi-trimarans de records (Maxi Banque Populaire V, le plus grand trimaran de course au monde)… Mais ses navigations en monocoque sont elles aussi nombreuses, que ce soit en 60 pieds IMOCA, en maxi-monocoque (barreur du maxi Mari-Cha-IV de 42 mètres lors des Voiles de Saint-Tropez 2005), en Open 7.50, en First Class 8, en Figaro ou en Mini 6.50.
Marié, Loïck Peyron est père de quatre enfants.

### 2000: Match racing
En 2000, il participe à des épreuves de match racing et s'engage sur The Race, course autour du monde en catamaran géant. 

### 2003: Une saison en Figaro
En 2003, bien que n'ayant pas participé à de grandes courses en monocoque depuis très longtemps, Loïck effectue une saison sur le tout nouveau Figaro Bénéteau 2. Il remporte la Vendée-Sables, termine 6e du Tour de Bretagne avec Yann Eliès (une course qui avait aussi pour but de tester les nouveaux monotypes) et de la Solitaire du Figaro, marquée par des petits airs. Il participe également au Trophée Clairefontaine, qu'il termine en 2e position derrière Michel Desjoyeaux.

### 2004: Les débuts du Décision 35
En 2004, il termine cinquième du trophée Clairefontaine, avec trente-huit points. Il remporte sur le lac Léman la 1re course des Décision 35, la Genève-Rolle-Genève.

### 2006: Retour sur le circuit ORMA
Le Baron Benjamin de Rothschild lui confie la barre du trimaran ORMA Gitana 11 (uniquement pour les Grands prix, courses en équipage autour de trois bouées proches des côtes), auparavant skippé par Fred le Peutrec (ce dernier en devient le tacticien). Avec son équipage, Peyron termine 2e derrière Franck Cammas des Grands prix de Fécamp et du Portugal – Portimao et 3e derrière Cammas et Desjoyeaux du Grand prix de Marseille. 
En avril 2006, Benjamin de Rothschild lui a confié la direction générale du Gitana Team. Cette équipe de course au large a fait construire Gitana Eighty, un monocoque de 60 pieds. Il a été mis à l'eau en juillet 2007. 

### 2007: Monocoque avec Gitana
Peyron remporte la Transat B to B sur son tout nouveau monocoque Gitana Eighty. Il remporte une nouvelle fois le Bol d'or Mirabaud à la barre de l'Okalys-Corum de Nicolas Grange, après 10 heures et 05 minutes d'une course qui a vu, après un départ venté, le D35 Foncia s'enliser près des côtes françaises, permettant au catamaran de Nicolas Grange de prendre la tête de la course et de ne plus la quitter.

### 2008: Un triplé historique sur la Transat et un Vendée Globe avorté
Loïck Peyron a gagné la Transat anglaise en 2008 à la barre de ce bateau. Le 9 novembre 2008, il prend part au départ du Vendée Globe à la barre de Gitana Eighty. Après avoir été en tête pendant seize jours lors de la descente de l'Atlantique, Loïck Peyron démâte le 10 décembre. Il se trouvait alors en troisième position à 15,8 milles du leader Sébastien Josse. Il quitte l'équipe après la vente de son 60 pieds en février 2009.

### 2009: Extreme 40 et Décision 35
En 2009, Peyron continue de naviguer sur le D35 Okalys-Corum, et il prend la barre d'un Extreme 40 Omanais, Oman Sail Renaissance, avec lequel il termine 3e de l'iShare Cup. Cette même année, il rejoint l'équipe Alinghi et devient l'un des premiers barreurs d'Alinghi 5.

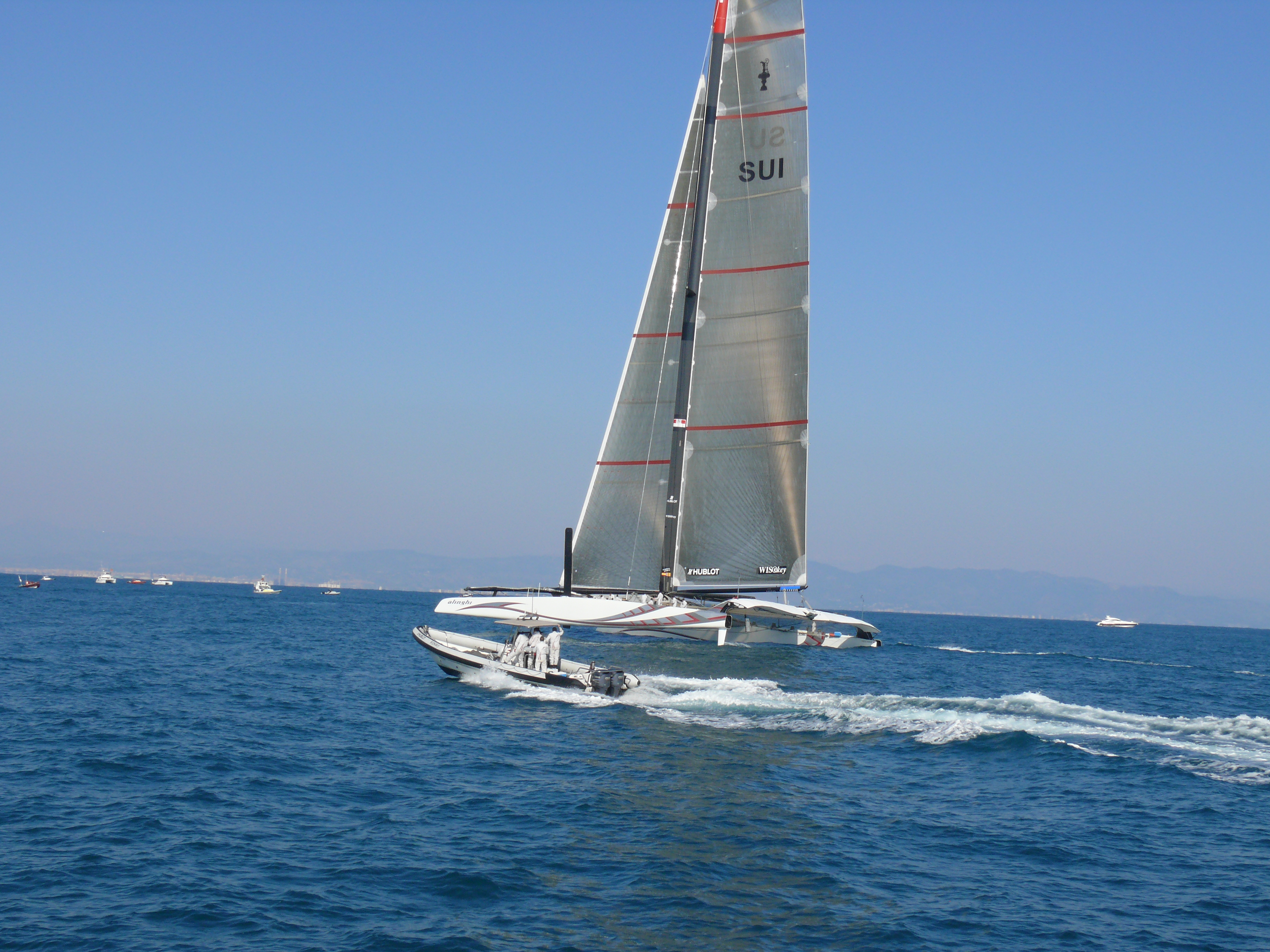
Alinghi 5, le catamaran de 90 pieds d'Ernesto Bertarelli qui perdit la Coupe face au trimaran de américain USA 17

### 2010: Un catamaran suisse, un autre omanais; et une victoire autour du monde
En 2010, il participe à la Coupe de l'America comme cobarreur au sein du team Alinghi, battu par le challenger américain BMW Oracle Racing. 
Il est également le skipper de l'Extreme 40 Oman Sail Masirah, avec lequel il termine 4e des Extremes Sailing Series. Il enchaine avec une victoire dans la Barcelona World Race aux côtés de Jean Pierre Dick sur Virbac Paprec

### 2011: Un Trophée Jules-Verne et une préparation à la Coupe
En 2011, Loïck Peyron continue de naviguer en Décision 35, sur l'Okalys-Corum de Nicolas Grange. Il finit notamment 4e du Bol d'Or, malgré la chute d'un équipier au départ.
Durant l'année 2011, il s'entraîne en Classe A aux côtés de son frère Bruno, en vue de la Coupe de l'America 2013 puis, en septembre, sur des KL 28 (les catamarans monotypes du trophée Clairefontaine) en match racing durant une semaine à Quiberon, afin de se familiariser avec les nouvelles règles de la Coupe et de recruter de nouveaux équipiers.
En juin 2011, il succède à Pascal Bidégorry à la barre du Maxi Banque Populaire V avec pour objectif le trophée Jules-Verne,. Le départ s'effectue le 22 novembre 2011. Après 45 jours, 13 heures et 42 minutes de navigation, Peyron et ses 13 hommes d'équipage battent le temps de référence Ouessant-Équateur, auparavant détenu par Franck Cammas et son équipage sur Groupama 3, de plus de 3 heures. Ils battent le record Ouessant-Bonne-Espérance en 11 jours, 21 heures et 48 minutes, battant ainsi le précédent record de plus de 2 jours et 15 heures, à une vitesse moyenne de 19,75 nœuds, atteignant des pointes jusqu'à 37 nœuds. Le 6 janvier 2012, Loïck Peyron et son équipage terminent ce tour du monde en 45 jours 13 heures 42 minutes et 53 secondes, devenant ainsi détenteurs du trophée Jules-Verne jusqu'à la tentative de Francis Joyon qui établira un nouveau temps de référence de 40 jours 23 heures 30 minutes et 30 secondes à la barre du trimaran IDEC Sport en janvier 2017.
Il est membre du conseil d'administration de la Fédération française de voile confirmé lors de l'Assemblée Générale 2008 de la FFVoile, le 21 mars 2009 à Paris.

### 2012: Pas de Coupe avec Energy Team, mais avec Artemis
N'ayant pas trouvé de budget malgré un accord passé avec Oracle Racing, Energy Team ne participera pas à la Coupe de l'America. En octobre, Peyron rejoint l'équipe Artemis Racing pour apporter sa connaissance du multicoque, et il est l'un des barreurs (avec Nathan Outteridge) de l'AC72 de l'équipe suédoise.

### 2014: Vainqueur de la Route du Rhum en un temps record
À bord du maxi-trimaran Banque Populaire VII (31,50 m), il est vainqueur de la Route du Rhum en 7 j 15 h 8 min 32 s, temps record qui supplante le record précédent établi en 2006 par Lionel Lemonchois en 7 j 17 h et 19 min
La Fédération Française de Voile l’a honoré du titre de 'marin de l’année 2014', en décembre.

### 2018: Participation à la11eRoutedu Rhum
En novembre 2018, Loïck Peyron relève le défi de naviguer à « l’ancienne » lors de la 11e Route du Rhum, et de vivre une aventure historique avec carte papier et sextant entre les mains pour tracer sa route à bord du petit trimaran jaune Happy, sister-ship d'Olympus, vainqueur de la première édition de l'édition de 1978 avec Mike Birch 40 ans plus tôt. Pour ce nouveau défi, le navigateur porte les couleurs d'Action Enfance, fondation qui protège en France, dans ses villages d'enfants et foyers, des frères et sœurs séparés de leurs parents et placés sur décision du juge, en raison de maltraitances ou de négligences graves. 

### 2019:50eSolitairedu Figaro
Loïck Peyron dispute en 2019 la 50e Solitaire URGO Le Figaro à bord du Figaro Bénéteau 3 et termine 24e. La belle histoire continue avec Action Enfance, le bateau est entièrement aux couleurs de la Fondation et porte son nom. Ils ont la volonté de faire de ce partenariat une aventure éducative et pédagogique pour les jeunes accueillis à la Fondation à travers différents événements : baptême du bateau, arrivées et départs de course...
Pour ses courses en double et son entrainement à la Solitaire, Loick Peyron a choisi Amélie Grassi. C'est une jeune femme qui débute dans la voile. Loick Peyron souhaite lui transmettre ses compétences et aider une femme à se faire une place dans le monde de la voile.

## Palmarès

### Résultats dans les courses à la voile

#### Course de l'Europe
Loïck Peyron a participé à cinq des huit éditions de la course de l'Europe. Il l'a remportée quatre fois au classement général et une fois en Formule 3 en 1985.
| Année | Position | Bateau       | Classe      |
| ----- | -------- | ------------ | ----------- |
| 1999  | 1        | Fujicolor II | Multicoques |
| 1997  | 1        | Fujicolor II | Multicoques |
| 1995  | 1        | Fujicolor II | Multicoques |
| 1993  | 1        | Fujicolor II | Multicoques |
| 1985  | 1        | Lada Poch    | Formule 3   |

#### Route du Rhum
Loïck Peyron a participé à toutes les Routes du Rhum de 1982 à 2002. Il a abandonné trois fois sur problème mécanique. Il est vainqueur de l'édition 2014.
| Année | Position | Bateau                         | Type de bateau        | Temps/commentaire                     |
| ----- | -------- | ------------------------------ | --------------------- | ------------------------------------- |
| 2018  | 4        | happy                          | Rhum Multi            | 21j 3h 57m 17s                        |
| 2014  | 1        | Maxi Solo Banque Populaire VII | Trimaran ULTIME       | record avec 7 j 15 h 8 min 32 s       |
| 2002  | Abandon  | Fujifilm                       | Trimaran ORMA         | Casse du flotteur tribord et démâtage |
| 1998  | 5        | Fujicolor II                   | Trimaran ORMA         | 13 j 2 h 38 min 12 s                  |
| 1994  | Abandon  | Fujicolor II                   | Trimaran ORMA         | Démâtage                              |
| 1990  | Abandon  | Lada Poch IV                   | Trimaran ORMA         | Casse du bras arrière                 |
| 1986  | 5,       | Lada Poch                      | Catamaran de 54 pieds | 18 j 1 h 44 min                       |
| 1982  | 17       | La Baule-Télétota              | Trimaran              | 21 j 20 h 55 min 32 s                 |

#### Transat anglaise
Loïck Peyron a participé à quatre reprises à la transat anglaise et l'a gagnée trois fois, deux fois en trimaran ORMA et une fois en monocoque IMOCA.
| Année | Position | Bateau        | Type de bateau       | Temps/commentaire     |
| ----- | -------- | ------------- | -------------------- | --------------------- |
| 2008  | 1        | Gitana Eighty | Monocoque IMOCA      | 12 j 11 h 45 min 35 s |
| 1996  | 1        | Fujicolor II  | Trimaran ORMA        | 10 j 10 h 05 min      |
| 1992  | 1        | Fujicolor II  | Trimaran ORMA        | 11 j 01 h 35 min      |
| 1988  | 3        | Lada Poch II  | Trimaran de 60 pieds | 11 j 09 h 02 min      |

#### Transat Jacques-Vabre

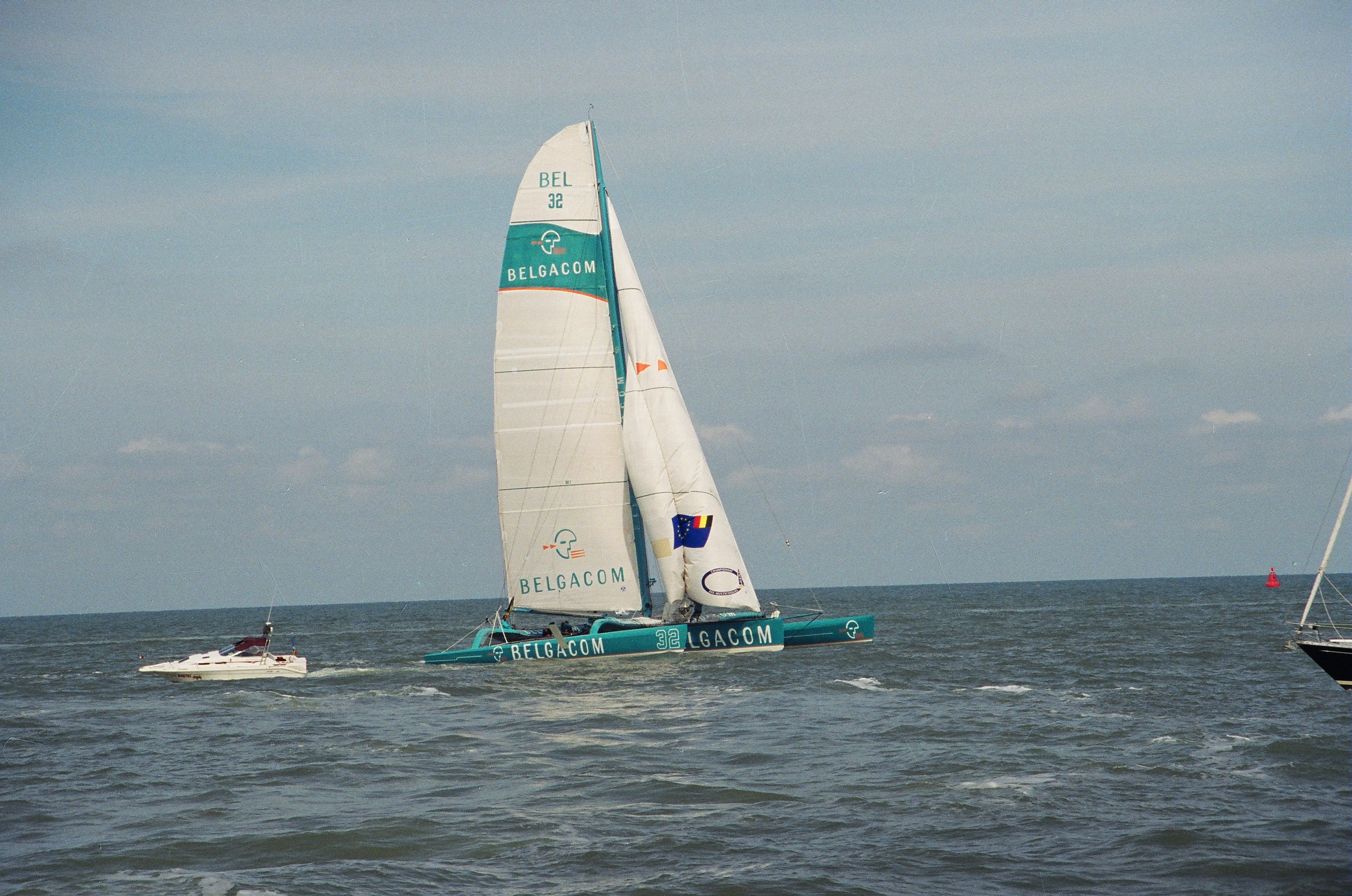
Belgacom de Jean-Luc Nélias, deuxième de la Transat Jacques-Vabre 2003.

Loïck Peyron a pris part aux huit premières éditions de la transat Jacques-Vabre, sur monocoque et multicoque. Il l'a remportée à deux reprises, en 1999 et 2005 et a terminé cinq fois sur le podium.
| Année | Position | Coskipper                | Bateau          | Type de bateau          | Temps/commentaire     |
| ----- | -------- | ------------------------ | --------------- | ----------------------- | --------------------- |
| 2007  | 8        | Jean-Baptiste Levaillant | Gitana Eighty   | monocoque 60 pieds open | 18 j 07 h 33 min 55 s |
| 2005  | 1        | Jean-Pierre Dick         | Paprec-Virbac 2 | monocoque 60 pieds open | 13 j 09 h 19 min 02 s |
| 2003  | 2        | Jean-Luc Nélias          | Belgacom        | trimaran ORMA           | 12 j 00 h 22 min 42 s |
| 2001  | 3        | Loïc Le Mignon           | Fujifilm        | trimaran ORMA           | 14 j 22 h 11 min      |
| 1999  | 1        | Franck Proffit           | Fujicolor II    | trimaran ORMA           | 15 j 02 h 08 min      |
| 1997  | 3        | Franck Proffit           | Fujicolor II    | trimaran ORMA           | 15 j 16 h 45 min      |
| 1995  | Abandon  | Franck Proffit           | Fujicolor II    | trimaran ORMA           | Démâtage              |
| 1993  | 3        | -                        | Fujicolor III   | monocoque 60 pieds open | 20 j 20 h 45 min      |

#### Trophée Clairefontaine
Loïck Peyron a participé à toutes les éditions sauf deux (2000 et 2011) du trophée Clairefontaine et l'a remporté huit fois. Il détient ainsi le record de participation et le record de victoires.
| Année    | 1990 | 1991 | 1992 | 1993 | 1994 | 1995 | 1996 | 1997 | 1998 | 1999 | 2000 | 2001 | 2002 | 2003 | 2004 | 2005 | 2006 | 2007 | 2008 | 2009 | 2010 | 2011 |
| Position | 5    | 2    | 3    | 5    | 2    | 1    | 1    | 1    | 1    | 1    |      | 2    | 1    | 2    | 5    | 1    | 3    | 3    | 3    | 7    | 1    |      |

#### Autres
- 2014

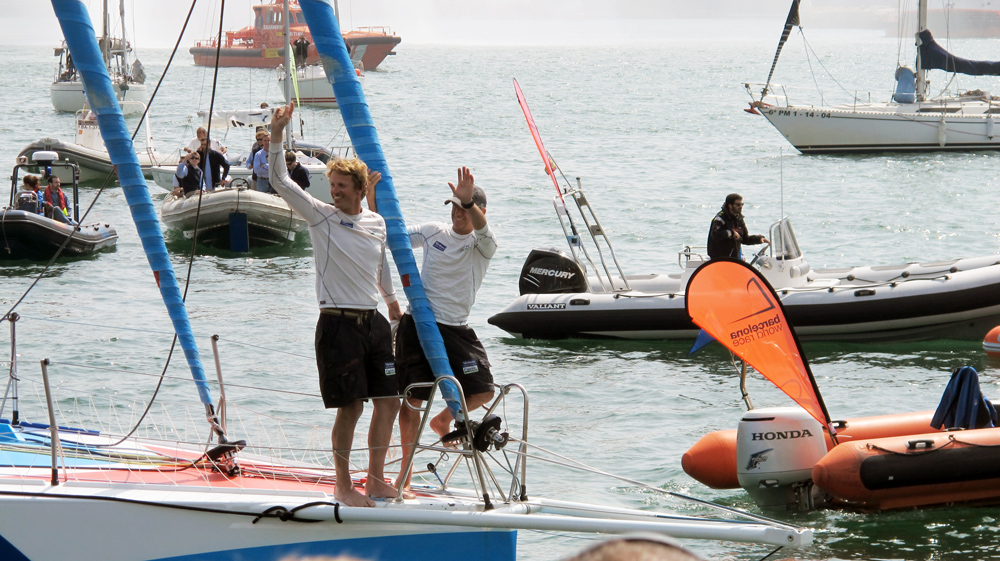
Loïck Peyron et Jean-Pierre Dick sur Virbac Paprec 3 à leur arrivée en vainqueur de la Barcelona World Race 2010-2011.

  - 1er : Route du Rhum (sur Maxi Solo Banque Populaire VII)
- 2012
  - America's Cup World Series (sur l'AC45 Energy Team)
    - 1er : Venise - Course en flotte
    - 4e : Venise - Match Racing Championship

  - Extreme Sailing Series
    - 6e : Grand prix d'Oman[53] (sur l'Extreme 40 ZouLou)
    - 6e : Grand prix de Quingdao (sur l'Extreme 40 ZouLou)

- 2011
  - 1er : Rolex Fasnet Race (4e en temps compensé, sur le trimaran Maxi Banque Populaire V en 32 heures, 48 minutes et 46 secondes[54])
  - 1er : Record SNSM (sur le trimaran Maxi Banque Populaire V, en 11 heures 48 minutes et 30 secondes)
  - 1er : Barcelona World Race (équipier de Jean-Pierre Dick sur le 60 pieds IMOCA Virbac Paprec 3, en 93 jours, 22 heures, 20 minutes et 36 secondes)
  - America's Cup World Series (sur l'AC45 Energy Team)
    - 6e : Plymouth - Course en flotte
    - 6e : Plymouth - Match Racing Championship
    - 6e : Cascais - Match Racing Championship

  - 4e : Bol d'or Mirabaud (sur le D35 Okalys-Corum)[55]
  - 2e : Cata Sud-Ouest[56] (sur un Class A de type DNA)
  - 1er : Cata Cap Atlantique[57] (sur un Class A de type DNA[58])
  - 15e : National Class A[59] (et 5e français[60], sur un Class A de type DNA)

- 2010
  - 1er : Genève-Rolle-Genève[62] (barreur sur le D35 Okalys-Corum)
  - Défaite : Coupe de l'America contre USA 17 (en tant que cobarreur avec Ernesto Bertarelli du catamaran Suisse Alinghi 5)
  - 4e : Extreme Sailing Series (sur l'Extreme 40 Oman Sail Masirah)
    - 2e : Grand prix de Trapani
    - 2e : Grand prix de Sète
    - 4e : Grand prix de Cowes
    - 4e : Grand prix d'Almeria
    - 4e : Grand prix de Kiel

- 2009

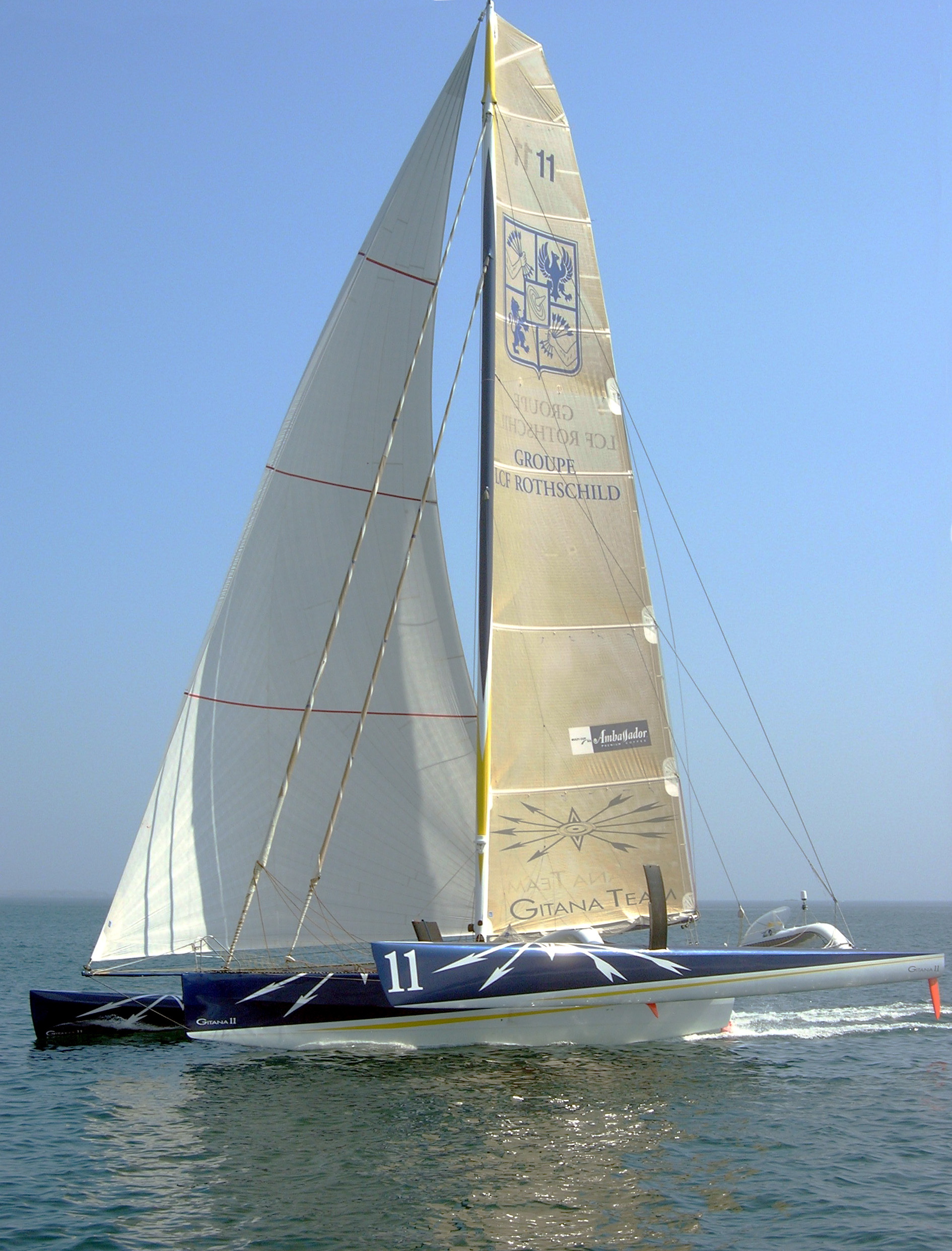
Le trimaran ORMA Gitana 11 en août 2006 en baie de Quiberon.

  - 2e : Challenge Julius-Baer (barreur sur le D35 Okalys-Corum de Nicolas Grange)
    - 1er : Genève-Rolle-Genève
    - 1er : HP Cup La Réserve[63]
    - 2e : Grand Prix Beau-Rivage

  - 3e : iShare Cup (sur l'Extreme 40 Oman Sail Renaissance )
    - 2e : Grand Prix d'Amsterdam
    - 2e : Grand Prix de Kiel
    - 3e : Grand Prix de Cowes
    - 3e : Grand Prix de Venise
    - 3e : Grand Prix de Hyères
    - 4e : Grand Prix d'Almeria

  - 14e : Championnat du monde IMOCA[64]

- 2008

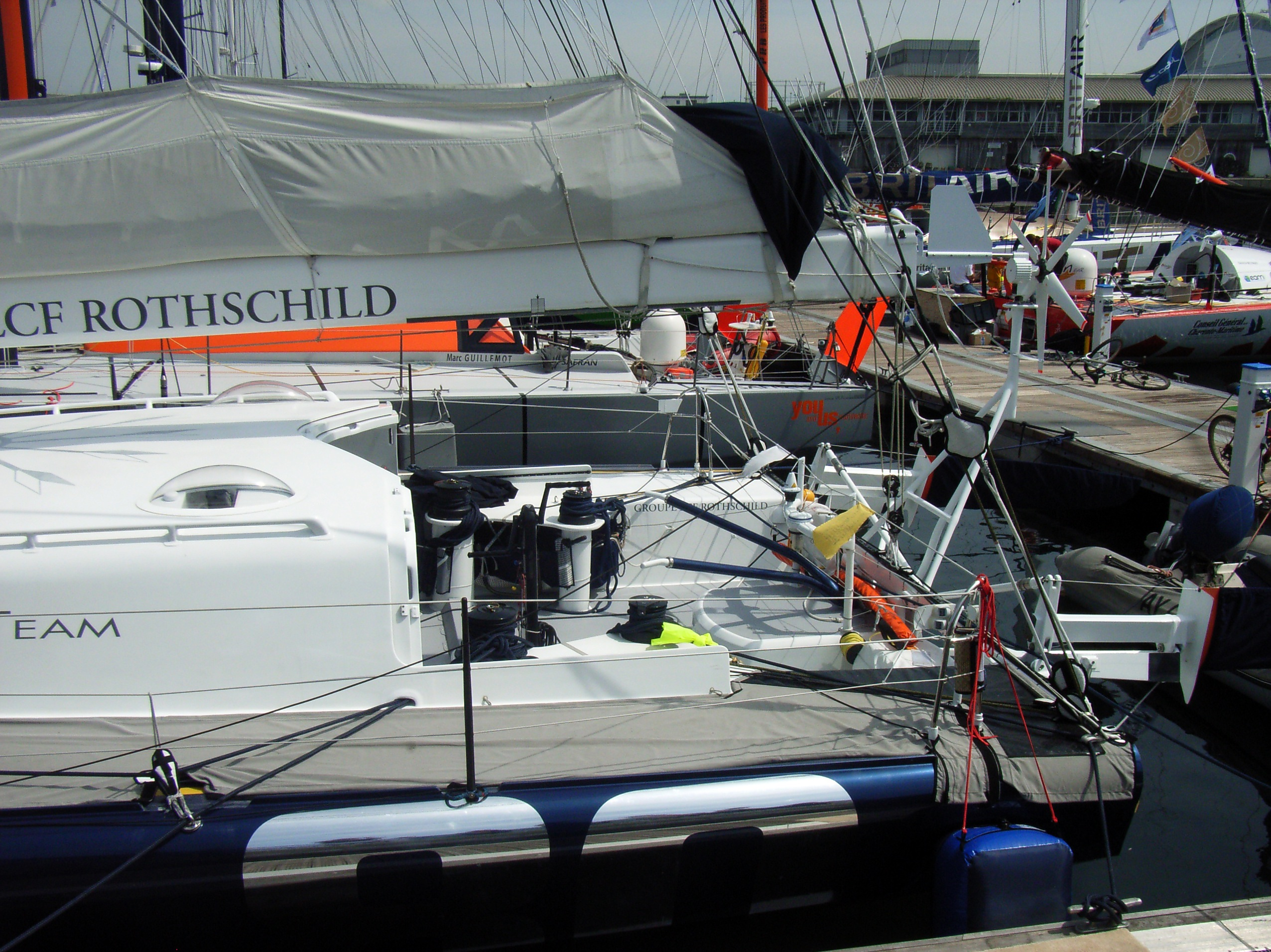
Le cockpit de l'IMOCA Gitana Eighty, conçu pour une navigation en équipage réduit.

  - 1er : Record SNSM, catégorie IMOCA (sur le monocoque Gitana Eighty, en 1 jour 12 heures 9 minutes et 7 secondes)
  - 1er : Spi Ouest-France (sur l'Open 7.50 du Gitana Team, Domaine du Mont d'Arbois)
  - 2e : Runs de vitesse - Grand Prix Petit Navire (sur le 60 pieds IMOCA Gitana Eighty)
  - 1er : Courses en flotte - Grand Prix Petit Navire (sur le 60 pieds IMOCA Gitana Eighty)

- 2007
  - 1er : Transat Ecover BtoB (sur le monocoque Gitana Eighty, en 14 jours 09 heures 13 minutes et 25 secondes)
  - 1er : Bol d'or (sur le D35 Okalys)
  - 2e : Course offshore AS Lease Challenge (barreur sur le trimaran ORMA Gitana 11, skippé par Lionel Lemonchois)
  - 3e : Trophée des Multicoques de l'AS Lease Challenge (barreur sur le trimaran ORMA Gitana 11, skippé par Lionel Lemonchois)

- 2006
  - 1er : Challenge Julius-Baer[65] (barreur sur le D35 Okalys)
  - 3e : Grand prix Beaurivage-Palace[66](barreur sur le D35 Okalys)
  - 2e : Grand prix du Portugal – Portimao[67] (sur le trimaran ORMA Gitana 11)
  - 2e : Grand prix de Fécamp[68] (sur le trimaran Gitana 11)
  - 3e : Grand prix de Marseille[69] (sur le trimaran Gitana 11)

- 2005
  - 1er : Challenge Julius-Baer (barreur sur le D35 Okalys de Nicolas Grange)
    - 1er : Bol d'or Rolex[70] (barreur sur le D35 Okalys, en 16 heures, 29 minutes et 43 secondes)
    - 1er : Grand prix Beaurivage-Palace[71] (barreur sur le D35 Okalys)
    - 1er : Open de Genève (barreur sur le D35 Okalys)
    - 1er : Grand prix Chopard (barreur sur le D35 Okalys)

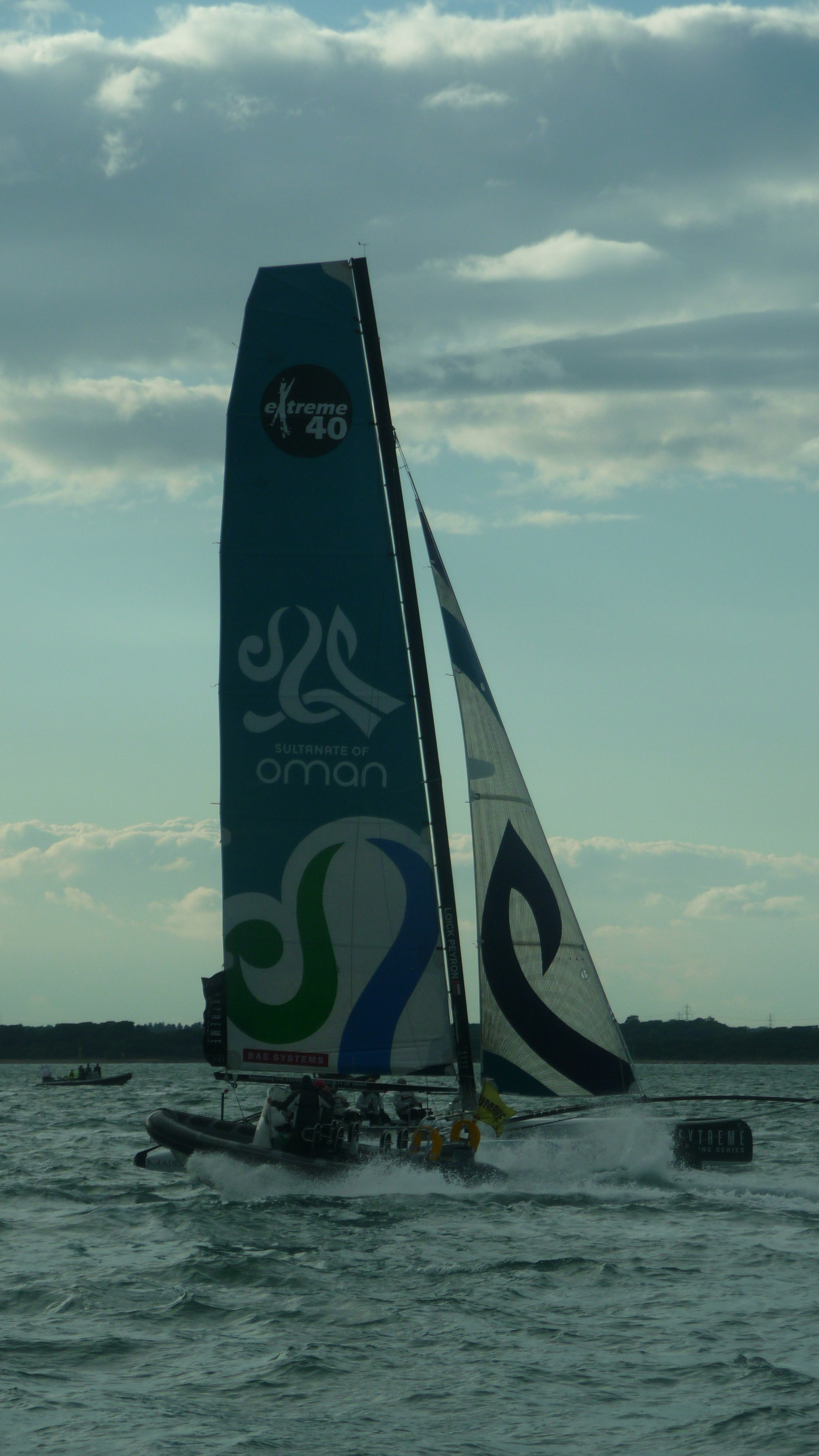
L'Extreme 40 Oman Sail Masirah barré par Peyron pendant la Semaine de Cowes en 2010.

    - 2e : Genève-Rolle-Genève (barreur sur le D35 Okalys)

  - 1er : Route des Iles à la voile (en Mumm 30 avec Dimitri Deruelle)
  - 1er : Nokia Oops Cup - Goteborg-Oslo[72] (sur le trimaran ORMA Nokia)
  - 5e : Grand Prix de l'École navale[73] (catégorie 747 OD, skipper d'un Fast Sail 24)
  - 10e : Internationaux de France de Match Racing
  - 10e : Spi Ouest-France (sur l'Open 7.50 Toutenkarbon[74] - Ouest-Job.com[75])
  - 1er : Sélective de Ligue de Match-racing[76] (en First Class 8)

- 2004
  - 1er : Genève-Rolle-Genève (sur le D35 Zebra 7)
  - 2e : Grand Prix Beau-Rivage Palace[77] (sur le D35 Zebra 7)
  - 1er : Finale de Bassin Atlantique de match-racing[78] (en First Class 8)
  - 1er : Sélective de Ligue de Match-racing[79] (en First Class 8)

- 2003
  - 6e : Solitaire du Figaro[80] (sur le Figaro Bénéteau 2 Fujifilm)
  - 6e : Tour de Bretagne à la voile[81] (avec Yann Eliès, sur le Figaro Bénéteau 2 Groupe Générali Assurances)
  - 1er : Vendée Sables[82](sur le Figaro Bénéteau 2 Fujifilm)
  - 2e : Spi Ouest-France[83] (sur l'Open 7.50 Atchoum)
  - 8e : Championnat de France de match-racing[84]

- 2002
  - 1er : Championnat du monde ORMA[85]
  - 1er : Course des phares (sur le trimaran ORMA Fujifilm, en 7 jours, 16 heures, 32 minutes et 42 secondes)
  - 1er : Grand prix de Belgique[86] (sur le trimaran ORMA Fujifilm)
  - 2e : Grand prix de Lorient[87] (sur le trimaran Fujifilm)
  - 2e : Grand prix de Fécamp (sur le trimaran Fujifilm)
  - 3e : Grand prix de Calgari
  - 6e : Grand prix du Cap-d'Agde

- 2001
  - 5e : Championnat du monde ORMA
  - 2e : The Race[88](sur le catamaran Innovation Explorer, en 64 jours, 22 heures 32 minutes et 38 secondes[89])
  - 2e : Grand Prix d'Italie (sur Fujifilm), épreuve comptant pour le championnat des multicoques

- 1999
  - 1er : Championnat du monde ORMA
  - 1er : Fastnet Race (sur Fujicolor II)
  - 1er : Grand prix de Vendée (sur Fujicolor II)
  - 1er : Grand prix de Marseille (sur Fujicolor II)
  - 2e : Grand prix de Fécamp (sur Fujicolor II)

- 1998
  - 1er : Championnat du monde Fico-Lacoste des skippers
  - 1er : Course des Phares sur Fujicolor II[90]
  - 1er : Grand prix de Vendée (sur Fujicolor II)
  - 1er : Grand prix de la Trinité-sur-Mer (sur Fujicolor II)
  - 1er : Grand prix de Royan (sur Fujicolor II)

- 1997
  - 1er : Championnat du monde ORMA
  - 1er : Grand prix de Fécamp (sur Fujicolor II)
  - 1er : Grand prix de Royan (sur Fujicolor II)

- 1996
  - 1er : Championnat du monde ORMA
  - 1er : Transat Québec-Saint-Malo (sur Fujicolor II)
  - 1er : Grand prix de Fécamp (sur Fujicolor II)
  - 1er : Grand prix de la Trinité-sur-Mer (sur Fujicolor II)
  - 2e : Grand prix de Brest (sur Fujicolor II)

- 1995
  - 1er : Open UAP (sur Fujicolor II, avec Yves Pajot, Franck Proffit, Jean-Baptiste Levaillant, Thierry Brault et Bernard Pointet)
  - 1er : Grand prix de Fécamp (sur Fujicolor II)
  - 1er : Grand prix de l'Estuaire (sur Fujicolor II)

- 1994
  - 1er : Trophée des Multicoques (sur le trimaran ORMA Fujicolor II)
  - 2e : Twostar (sur le trimaran Fujicolor II, avec Franck Proffit, en 9 jours et 10 heures)
  - 3e : Grand prix de Brest (sur le trimaran ORMA Fujicolor II)

- 1993
  - 1er : Trophée des Multicoques (sur Fujicolor II)
  - 1er : Open UAP (sur le trimaran Fujicolor II, avec Franck Proffit, Marc Guillemot, Roland Jourdain, F. Brillant et F. Dahirel)

- 1990 :  2e : Vendée Globe (sur Lada Poch III, en 110 jours 1 heure et 18 minutes)

- 1989
  - 1er : Transat Lorient-Saint-Barthélemy-Lorient (catégorie monocoque, sur Lada Poch III)
  - 2e : Route de la découverte (catégorie monocoque, sur Lada Poch III)

- 1988 :  2e : Transat Québec-Saint-Malo (sur Lada Poch II)

- 1987
  - 1er : La Baule-Dakar (sur Lada Poch II avec Jacques Delorme)
  - 4e : Grand Prix de Boulogne (sur le Formule 40Lada Poch)

- 1986 :  4e : Solitaire du Figaro (sur le Half Tonner Lada Poch[91])

- 1984 :  5e : Transat Québec-Saint-Malo (équipier sur le catamaran Formule Tag de Mike Birch)

- 1983
  - 4e : La Baule-Dakar (sur Lada Poch I)
  - 5e : Transat Lorient-Les Bermudes-Lorient (sur Transat TAG Québec)

- 1982 :  9e : La Rochelle-La Nouvelle-Orléans (Bruno Peyron sur le catamaran Jaz)
- 1981 :  21e : La Baule-Dakar (sur Acoustique HRC)
- 1980 :  28e : Solitaire du Figaro et vainqueur de la 4e étape (sur le Half Tonner Petit Breton Nautique)
- 1979 :  26e : Mini Transat (sur le mini Sogeport-Alcor)

### Records

#### En monocoque
- Record de distance à la voile en 24 heures en double et en 60 pieds IMOCA avec 506,33 milles marins[92]. Détenteur du record depuis le 22 janvier 2011 avec Jean-Pierre Dick sur Virbac Paprec 3

#### En multicoque

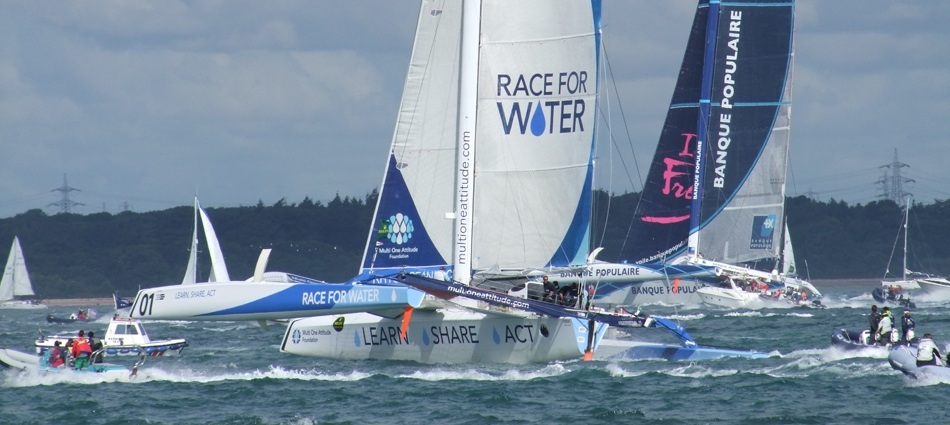
Le Maxi Banque Populaire V (à l'arrière plan) et le MOD 70 Race for Water de Stève Ravussin au départ de la Rolex Fasnet Race en 2011.

- Meilleur temps du Fasnet (en course), sur le trimaran ORMA Fujicolor II, en 40 heures et 27 minutes. Record détenu de 1999 au lundi 15 août 2011, date à laquelle il l'améliore sur le Maxi Banque Populaire V.
- Meilleur temps de la Rolex Fasnet Race (en course, mais Peyron bat aussi le record absolu sur le parcours, auparavant détenu par Steve Fossett en 35 heures 17 minutes 14 secondes), sur le Maxi Banque Populaire V en 32 heures, 48 minutes et 46 secondes. Record détenu depuis le lundi 15 août 2011.
- Record du Tour des îles britanniques[93] sur le Maxi Banque Populaire V en 3 jours, 3 heures, 49 minutes et 14 secondes[94]. Record détenu depuis le vendredi 8 juillet 2011.
- Record SNSM (Saint-Nazaire - Saint-Malo) sur le trimaran Maxi Banque Populaire V, en 11 heures 48 minutes et 30 secondes. Record détenu depuis le lundi 20 juin 2011.
- Meilleur temps Ouessant-Équateur sur le trimaran Maxi Banque Populaire V, en 5 jours, 14 heures, 55 minutes et 10 secondes. Record détenu du 27 novembre 2011 au 27 novembre 2015, date à laquelle il est amélioré par Yann Guichard, naviguant sur Maxi Spindrift 2[95].
- Meilleur temps Ouessant-Bonne-Espérance sur le trimaran Maxi Banque Populaire V, en 11 jours, 21 heures, 48 minutes et 18 secondes. Record détenu du 4 décembre 2011 au 16 novembre 2017, date à laquelle il est amélioré par François Gabart à bord du trimaran MACIF.
- Trophée Jules-Verne, sur le trimaran Maxi Banque Populaire V, le 6 janvier 2012, en 45 jours, 13 heures, 42 minutes et 53 secondes à la vitesse moyenne de 26,5 nœuds. Record et trophée détenus jusqu'au 26 janvier 2017, date à laquelle ils reviennent à Francis Joyon, naviguant sur IDEC Sport[96].
- Record Équateur/Équateur, sur le trimaran Maxi Banque Populaire V en 32 jours 11 heures 51 minutes et 30 secondes. Record détenu du 30 décembre 2011 au 20 janvier 2017, date à laquelle il est battu par Francis Joyon, naviguant sur IDEC Sport[97].
- Record de la traversée de l'océan Indien ( Cap des Aiguilles / Sud de la Tasmanie), sur le trimaran Maxi Banque Populaire V en 8 jours 7 heures 22 minutes et 15 secondes. Record détenu du 12 décembre 2011 au 12 décembre 2015, date à laquelle il est amélioré par Yann Guichard, naviguant sur Maxi Spindrift 2[95] (record amélioré de nouveau 1 heure et 30 minutes plus tard par Francis Joyon, naviguant sur IDEC Sport[98]).
- Route du rhum sur le trimaran "Banque Populaire", le 10 novembre 2014, en 7 j 15 h et 08 min et 32 secondes.

## Autre
- 1988 : Participation au rallye Dakar en tant que copilote[99]

## Distinctions
- Officier de la Légion d'honneur en 2008[100], chevalier en 1997[101].
- Commandeur de l'ordre national du Mérite (décret du 29 novembre 2023)[102]
- Chevalier de l'ordre du Mérite maritime.
- Avec ses deux frères, il est lauréat du Prix Henri Deutsch de la Meurthe de l'Académie des sports en 1987, récompensant un fait sportif pouvant entraîner un progrès matériel, scientifique ou moral pour l’humanité.
- Prix et distinctions décernées par l'Union nationale pour la course au large[103] :
  - Trophée Aile Noire du navigateur ayant réalisé une belle performance dans l'année : en 1999 et en 2008
  - Trophée Course Open - UNCL du meilleur coureur en Open dans l’événement phare de l'année : en 2005
  - Trophée Taittinger du coureur ayant brillé particulièrement dans l’événement phare de l’année : en 1992, en 1993 et en 1996
- Médaille de la ville du Pouliguen[104].
- Récompensé du trophée Seamaster of the Year au Boot 2012 de Düsseldorf pour son Trophée Jules Verne victorieux[105].
- Marin de l'année (FFV) 2014.

## Publications
- Dictionnaire amoureux de la voile, éditions Plon 2020
- Dans la collection jeunesse Loïck Peyron raconte :
  - Marins de légende (avec Sylvain Bourrières), éditions Flammarion, octobre 2007, 58 p.  (ISBN 2081202042)
  - Naviguer sur les mers du monde (avec Sylvain Bourrières, et Thierry Delahaye), éditions Flammarion, septembre 2005, 58 p.  (ISBN 2081626977)
- La Légende de la mer, éditions Flammarion, octobre 2003, 215 p.  (ISBN 2080356178)
- Mes bateaux, éditions Arthaud, octobre 2002, 144 p.  (ISBN 2700313496)
- Course au large (avec Jean-François Buglé), éditions Arthaud, collection Nouvelle Odyssée, novembre 1993, 239 p.  (ISBN 2700310241)
- Le petit tour du monde illustré, éditions Denoël, juillet 1990, 200 p.  (ISBN 2-207-23740-0)